# Ruzajevkai járás
A Ruzajevkai járás (oroszul Рузаевский район, erza nyelven Оразайбуе, moksa nyelven Орозаень аймак) Oroszország egyik járása Mordvinföldön. Székhelye Ruzajevka.

## Népesség
- 1989-ben 21 591 lakosa volt.
- 2002-ben 19 091 lakosa volt, akik főleg oroszok, moksák és tatárok.
- 2010-ben 18 859 lakosa volt.